# Lafayette (Oregon)
Pour les articles homonymes, voir Lafayette.
Lafayette est une municipalité américaine située dans le comté de Yamhill en Oregon.
Lors du recensement de 2010, sa population est de 3 742 habitants. La municipalité s'étend sur 0,90 milles carrés (2,33 km2).
Lafayette est fondée en 1847 par Joel Perkins. Elle est pendant quelques années le principal bourg commerçant de l'ouest de la vallée de la Willamette. Lafayette devient une municipalité le 17 octobre 1878. Premier siège du comté de Yamhill, elle perd cette qualité en 1889 au profit de McMinnville.